# Malmea
Malmea là chi thực vật có hoa trong họ Annonaceae.

## Các loài
- Malmea cuspidata Diels, 1931
- Malmea dielsiana Saff. ex R.E. Fr., 1930
- Malmea dimera Chatrou, 1997
- Malmea guianensis R.E. Fr., 1955
- Malmea manausensis Maas & Miralha, 1993
- Malmea obovata R.E.Fr., 1905
- Malmea peruviana R.E. Fr., 1946
- Malmea surinamensis Chatrou, 1996

## Chuyển đi
- Malmea pachiteae D.R. Simpson, 1982 = Mosannona pachiteae (D.R. Simpson) Chatrou, 1998
- Malmea raimondii R.E. Fr., 1931 = Mosannona raimondii (Diels) Chatrou, 1998